# Yangaliny Jiménez Domínguez
Yangaliny Jiménez Domínguez (2 de marzo de 1979) es un deportista cubano que compitió en judo adaptado. Ganó dos medallas en los Juegos Paralímpicos de Verano, bronce en Londres 2012 y bronce en Río de Janeiro 2016.

## Palmarés internacional
| Juegos Paralímpicos | Juegos Paralímpicos     | Juegos Paralímpicos | Juegos Paralímpicos |
| Año                 | Lugar                   | Medalla             | Categoría           |
| ------------------- | ----------------------- | ------------------- | ------------------- |
| 2012                | Londres (Reino Unido)   | Medalla de bronce   | +100 kg             |
| 2016                | Río de Janeiro (Brasil) | Medalla de bronce   | +100 kg             |